# The Execution of Private Slovik
The Execution of Private Slovik é um telefilme de 1974 baseado no livro homônimo de não ficção de William Bradford Huie, publicado em 1954. A adaptação do livro foi escrita por Richard Levinson, William Link e Lamont Johnson, que também a dirigiu.

## Sinopse
O filme conta a história do recruta Eddie Slovik, o único soldado estadunidense a ser executado por deserção desde o fim da Guerra Civil Americana (em 1945). No filme, Martin Sheen interpreta Slovik, numa atuação que lhe rendeu uma indicação ao prêmio Emmy. Muitos críticos e espectadores consideram esta como a melhor atuação de Sheen, especialmente na cena em que seu personagem recita a oração católica "Ave Maria" antes de ser executado por um esquadrão de tiro. O filme também marcou a estréia de Charlie Sheen, filho de Martin.
O filme foi indicado para oito prêmios Emmy, mas só levou em duas categorias, ambas vencidas pelo editor Frank Morriss, nomeado o editor do ano e o melhor editor de um programa especial.